# Hylaeus melaleucae
Hylaeus melaleucae là một loài Hymenoptera trong họ Colletidae. Loài này được Rayment mô tả khoa học năm 1953.